# Яблоко как яблоко
«Яблоко как яблоко» (азерб. Alma almaya bənzər) — лирическая комедия советского режиссёра Арифа Бабаева, снятая в 1975 году на киностудии «Азербайджанфильм».

## Синопсис
Фильм повествует о том, как старый садовник вывел сорт волшебных яблок без косточек, приносящих людям счастье.